# Kogon (rivier)
De Kogon, ook de Compony genoemd, is een rivier in Guinee die ontspringt op de hoogvlakte van Fouta Djalon. De rivier stroomt eerst in noordwestelijke richting om daarna af te buigen in zuidwestelijke richting te stromen evenwijdig met de grens met Guinee-Bissau. Hij mondt in een rivierdelta uit in de Atlantische Oceaan.